# X4: Foundations
X4: Foundations (stylisé X4: Foundations) est un jeu vidéo de commerce, de gestion et de combat spatial développé par Egosoft et sorti le 30 novembre 2018. Il s'agit du septième jeu de la série des X, faisant suite à X Rebirth sorti en 2013.